# Supercoupe de Corée du Sud de football
La Supercoupe de Corée du Sud est une compétition de football créée en 1999. Elle a lieu une fois par an en ouverture de la saison de football professionnel en Corée du Sud. En 2007, la compétition est abandonnée.

## Format
La Supercoupe oppose le vainqueur du championnat de K-League au vainqueur de la Coupe de Corée du Sud (ou FA Cup).
L'équipe championne de K-League joue à domicile.

## Palmarès
| Année | Vainqueur              | Finaliste             | Score              |
| 1999  | Samsung Bluewings      | FC Séoul              | 5-1                |
| 2000  | Samsung Bluewings      | Chonan Ilhwa Chunma   | 0-0 (5-4 t-a-b)    |
| 2001  | FC Séoul               | Chonbuk Hyundai       | 2-1                |
| 2002  | Chonan Ilhwa Chunma    | Daejeon Citizen       | 1-0                |
| 2003  | Pas de compétition     | Pas de compétition    | Pas de compétition |
| 2004  | Chonbuk Hyundai        | Seongnam Ilhwa Chunma | 2-0                |
| 2005  | Samsung Bluewings      | Busan I'Park          | 1-0                |
| 2006  | Ulsan Hyundai Horang-i | Chonbuk Hyundai       | 1-0                |